# 春日神社 (杉並区)
春日神社（かすがじんじゃ）は、東京都杉並区宮前にある神社。当地の地名・宮前の由来とも言われている。

## 由緒
当神社は旧大宮前新田の鎮守で、万治年間（1658年 - 1660年）に、井口八郎右衛門の勧請によって創建されたと伝えられる。別当寺は隣接してある慈宏寺であった。明治5年（1872年）11月に村社となり、拝殿は明治10年（1877年）、本殿は明治21年（1888年）の建築である。社殿前の「大宮前鎮守」の石碑は、この地域の地名変更に伴って「大宮前」の地名がなくなるのを憂い、それを保存する意図で造立されたと言われている。

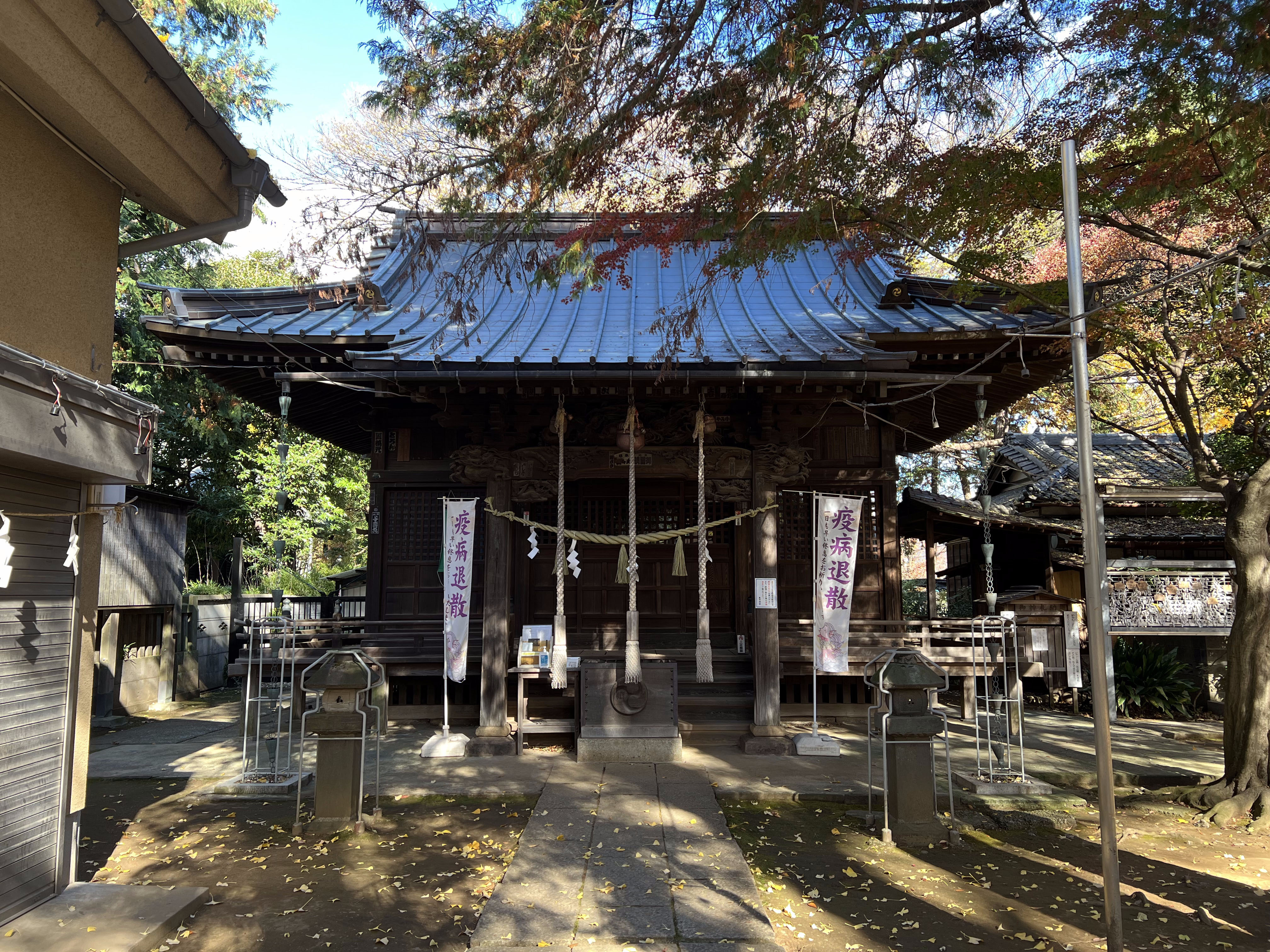
拝殿

## 境内社
本殿側より
- 三峰神社
- 豊國稲荷神社
- 第六天神社

## アクセス
- 京王井の頭線・富士見ヶ丘駅より徒歩約15分
- 拝観は無料。

## 参考資料
- 下高井戸浜田山八幡神社内春日神社サイト

## 兼務社
- 下高井戸浜田山八幡神社 - 本務社
- 上高井戸第六天神社
- 久我山稲荷神社
- 西高井戸松庵稲荷神社